# Tõstamaa
Tõstamaa (em estoniano:  Tõstamaa vald) é um município rural estoniano localizado na região de Pärnumaa.